# Цукеркандль, Отто

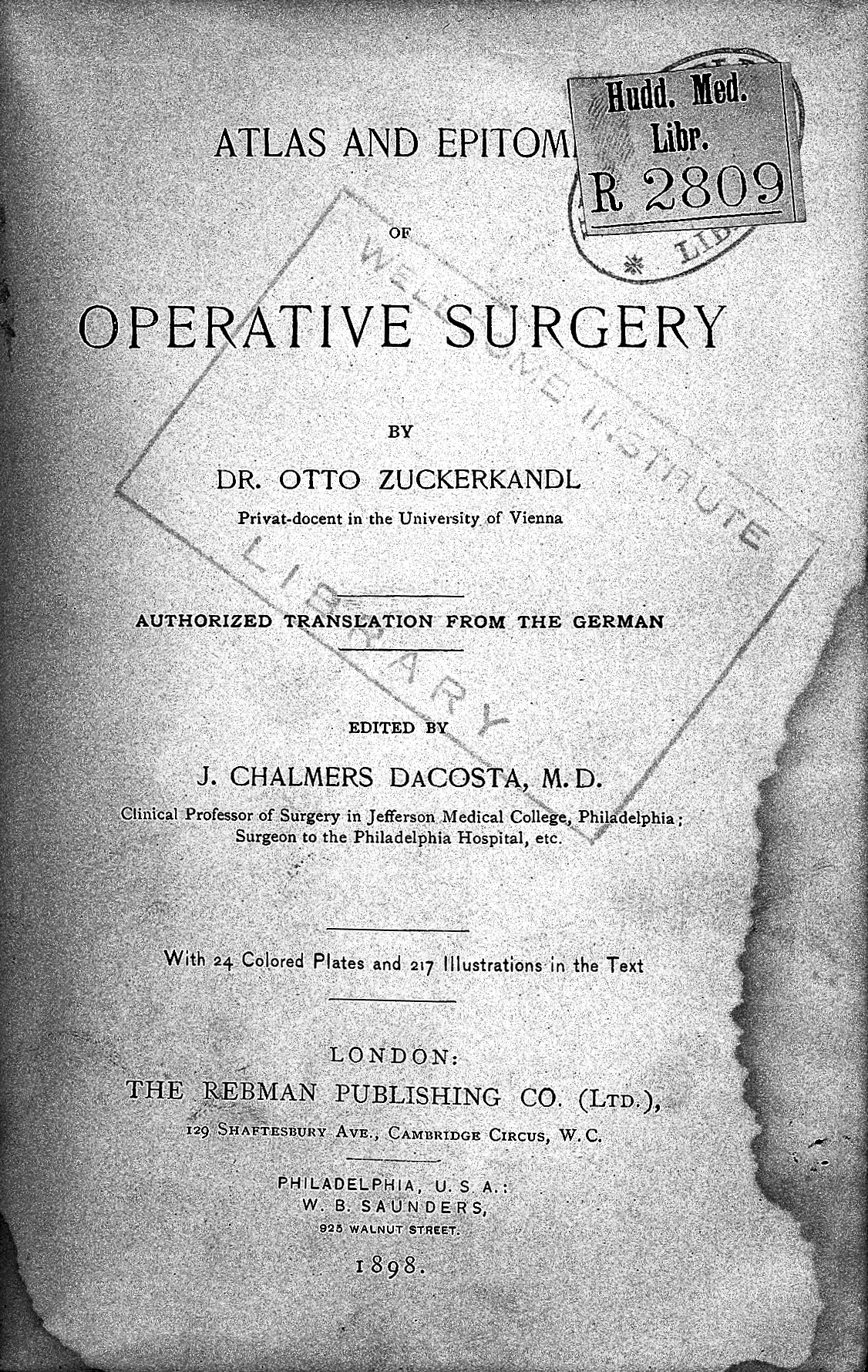
Титульный лист английского издания хирургического атласа Отто Цукеркандля

Отто Цукерка́ндль (нем. Otto Zuckerkandl; 28 декабря 1861, Дьёр — 1 июля 1921) — австрийский уролог, хирург и преподаватель высшей школы.

## Биография
Отто Цукеркандль вырос в еврейской семье в венгерском Дьёре. Кроме Отто в семье воспитывалось ещё четверо детей: брат Эмиль стал анатомом, брат Виктор занялся промышленным производством, брат Роберт выучился на юриста и преподавал в Пражском университете. Сестра Амалия вышла замуж за врача Эмиля Редлиха.
Отто изучал медицину и в 1884 году защитил докторскую диссертацию в Венском университете. В студенческие годы он сдружился с Артуром Шницлером. С 1889 года работал в Вене ассистентом у хирурга Эдуарда Альберта (1841—1900), спустя два года перешёл на работу в общую городскую больницу под началом Леопольда фон Диттеля. В 1892 году получил звание доцента в области хирургии и позднее звание экстраординарного и затем ординарного профессора. C 1902 года служил главным врачом больницы Ротшильда в Вене. Отто Цукеркандль специализировался на заболеваниях мочеиспускательного канала, мочевого пузыря и предстательной железы. В 1919 году выступил с инициативой создания Венского урологического общества и стал его первым председателем. Премия Цукеркандля вручается за особые достижения в области урологии.

### Семья

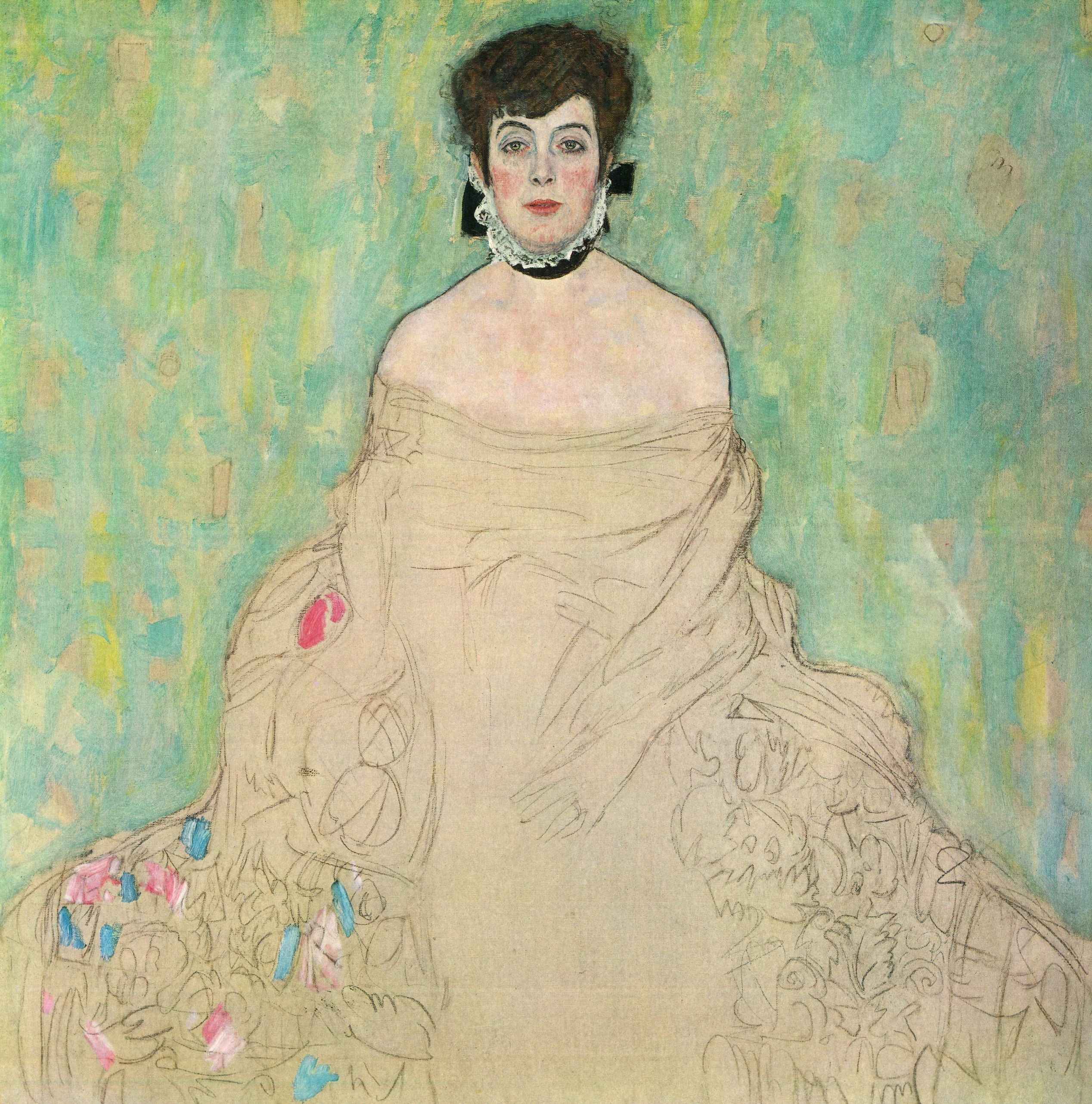
Густав Климт. Портрет Амалии Цукеркандль. 1917—1918. Галерея Бельведер

7 июля 1895 года Отто Цукеркандль женился на Амалии Шлезингер (1869—1942), которая ради него перешла в иудаизм. В семье родилось трое детей: Виктор, Элеонора и Гермина. В 1917 году Густав Климт приступил к написанию портрета Амалии Цукеркандль, оставшегося незаконченным в связи со смертью художника в 1918 году. Брак Отто и Амалии Цукеркандль распался в 1919 году. После развода Амалия проживала в скромных условиях на территории Пуркерсдорфского санатория, принадлежавшего деверю Виктору Цукеркандлю. В конце 1920-х годов она продала портрет кисти Климта Фердинанду Блох-Бауэру на условии выплаты ей небольшого пенсиона. Летом 1941 года Блох-Бауэр вернул Амалии портрет, прекратил выплачивать ей денежное содержание и бежал в Цюрих. В апреле 1942 года Амалия с дочерью Норой Стиасны были депортированы в Избицу и убиты. Сын Виктор стал известным музыковедом, в 1938 году эмигрировал в США. Дочь Гермина вышла замуж за художника и преподавателя венского художественно-ремесленного училища Вильгельма Мюллер-Хоффмана.

## Труды
- Atlas und Grundriss der chirurgischen Operationslehre. Wien 1897. Ausgabe 1909. Nach d. Verf. Tod neu hrsg. von Ernst Seifert, J. F. Lehmanns Verlag, 1924, 6., umgearb. u. verm. Aufl.
- Handbuch der Urologie. (mit Anton von Frisch) Wien 1904-06,
- Die lokalen Erkrankungen der Harnblase. Wien 1899, Reprint im VDM Verlag, Dr. Müller, Saarbrücken 2007
- Studien zur Anatomie und Klinik der Prostata-Hypertrophie. (mit Julius Tandler), Wien 1922; Reprint im VDM Verlag Dr. Müller, Saarbrücken 2007.